# Cani & gatti - La vendetta di Kitty
Cani & gatti - La vendetta di Kitty (Cats & Dogs: The Revenge of Kitty Galore) è un film in 3-D del 2010, diretto da Brad Peyton. Sequel di Come cani e gatti del 2001, è uscito nei cinema il 17 settembre 2010.

## Trama
Il film inizia con la diabolica Kitty Galore, travestita da cane, che fotografa segretamente e illegalmente i progetti che si trovavano dentro una valigetta, appartenente a un uomo del governo. Il cane di guardia, un certo Rex, la scopre e rivela la cosa al quartier generale. La scena si sposta a San Francisco. Diggs, un furbo ma non amante delle regole pastore tedesco che lavora per la polizia, combina un disastro facendo esplodere un negozio, mentre un pazzo stava cercando di spaventare la gente. Diggs viene spedito al canile perché non ha seguito gli ordini. A quel punto, arriva Butch il cane del film precedente che gli offre di entrare a far parte della sua squadra. Diggs, quando Butch gli rivela di cacciare i gatti, accetta.
Al quartier generale, Lou il cane protagonista del primo film, ora capo dell'organizzazione canina, gli spiega la missione: recuperare Seamus, un tonto piccione, e portarlo alla base. Dopo un lungo inseguimento, Diggs e Butch riescono a prendere Seamus, insieme a Catherine, una gatta che voleva catturare Seamus. Dopo un lungo interrogatorio, Catherine rivela di far parte della MIAO (Mangiatopi Internazionale Agenzia Operativa), una associazione composta solo da gatti, che protegge anch'essa gli umani. Poco dopo, tutti e quattro tornano alla base dei cani. Una volta lì, Diggs e gli altri entrano in contatto con il capo della MIAO e insieme prendono una decisione: cani e gatti dovranno collaborare. Diggs non è d'accordo, ma dopo aver scoperto che in una casa Kitty è stata molto presente, è costretto a portarsi dietro Catherine. Con loro vanno anche Butch e Seamus.
Arrivati alla casa, si lasciano sfuggire un piccione che sapeva dove si trovasse Kitty. Dopo essere sfuggiti a una trappola piazzata apposta per loro ossia una lettiera per gatti che si espande per tutta la stanza, cercando di farli soffocare, vengono a sapere che un gatto, rinchiuso ad Alcatraz forse sa dov'è Kitty. Si tratta di Mr. Tinkles il gatto antagonista principale del primo film, rinchiuso in una cella di sicurezza. Kitty viene a sapere della collaborazione tra cani e gatti da un suo agente che era anche lui rinchiuso lì. Kitty, allora, manda due gatti i gemelli McDuucols, per uccidere Diggs e i suoi compagni.
Dopo essergli sfuggiti, Diggs viene scaricato perché non ha seguito gli ordini di Butch. Catherine, poco dopo che Butch e Seamus si sono allontanati, chiama la MIAO, e ne approfitta per ringraziare Diggs, che l'ha salvata. Subito dopo, lo porta a casa sua, visto che Diggs ha una zampa rotta. Arrivati là, Diggs si fa curare la zampa e rivela a Catherine molte cose del suo passato: non segue gli ordini perché, dal giorno del suo abbandono, crede di non doversi più fidare di nessuno. Poco dopo, entrambi vanno alla base attraverso la cuccetta di Catherine. Arrivati lì, scoprono dove si trova Kitty tramite un'immagine riflessa nel suo occhio infatti mentre si trovavano ad Alcatraz Mr. Tinkles gli aveva dato un indizio "l'occhio di un gatto può rivelare ogni cosa", così la raggiungono al parco di Playland. Purtroppo, vengono scoperti e catturati. Anche Butch e Seamus lì raggiungono, quando vengono a sapere che sono stati catturati. Ormai sicuro che sia finita per loro, Diggs rivela a Catherine di trovarla simpatica, ma poi si liberano, ed allora vogliono fingere che non sia mai successo. A quel punto, la squadra si riunisce.
In una frenetica lotta contro il tempo, Diggs e gli altri riescono a fermare Kitty, e salvare il mondo si scopre che Zampe, lo scagnozzo di Kitty, è un robot. Kitty poi finisce di nuovo dal suo padrone, che lei odia. Alla fine, Diggs viene adottato da Shane, suo compagno in polizia, e va a vivere con lui e la sua famiglia. Diggs viene poi accettato come agente vero e proprio, e diventa comandante di una squadra composta da lui, da Catherine, da Butch e da Seamus. La loro nuova missione, sarà recuperare Mr. Tinkles, evaso mentre loro cercavano di fermare Kitty.
La squadra parte così per la Florida, dove Mr. Tinkles si è rifugiato.

## Personaggi
- Diggs: È il pastore tedesco protagonista del film. È un cane testardo, goffo e solitario. Adora l'avventura e odia profondamente i gatti. Inizialmente era nella polizia, ma dopo aver fatto (accidentalmente) esplodere un enorme locale, viene cacciato da essa e finisce in un canile, dove viene trovato da Butch, che lo arruola. A causa dell'abbandono del suo primo padrone, non riesce a fidarsi di nessuno e si rifiuta di obbedire agli ordini. Sebbene all'inizio non andassero d'accordo, diventerà il migliore amico di Catherine, grazie alla quale imparerà a fidarsi degli altri e a seguire gli ordini, diventando un buon agente.
- Catherine: È una gatta astuta, coraggiosa e testarda. Vive in una grande casa con le sue numerose nipoti, a cui è particolarmente affezionata. Fa parte della MIAO, l'associazione segreta formata da soli gatti che protegge gli umani. Incontra Diggs e Butch quando cerca di catturare il piccione Seamus per farsi dire dove si trova Kitty. Sebbene all'inizio non si piacessero, diventerà la migliore amica di Diggs, a cui farà capire l'importanza di lavorare in squadra e di fidarsi degli altri.
- Kitty Galore: È la principale antagonista del film. È una gatta subdola, astuta, diabolica e crudele. Odia i cani e gli umani, e per tale motivo decide di costruire un satellite capace di trasmettere nel mondo un suono chiamato "richiamo del selvatico", grazie al quale ogni cane che lo sentirà diventerà pazzo e verrà cacciato dagli umani. Odia profondamente il suo padrone Chuck, mentre è molto affezionata al suo topolino Delizia.
- Butch: È un kangal coraggioso, autoritario e saggio, ancora più di quanto lo era nel primo film. Dopo essere stato incaricato da Lou di istruire il giovane Diggs per farlo diventare un buon agente, ne diventa partner. Si affezionerà rapidamente a lui, anche se sarà molto severo.
- Seamus: È un piccione ottuso e goffo. È l'unico contatto che, inizialmente, sembra esserci con gli agenti di Kitty, anche se nemmeno lui sappia perché. Diventerà subito amico di Diggs e Butch, dai quali verrà ripetutamente salvato quando la sua vita verrà minacciata dagli agenti di Kitty.
- Lou: È il beagle protagonista del primo film. È diventato un cane autoritario e tenace. È il capo dell'agenzia canina. In questo film avrà un ruolo puramente marginale, apparendo poche volte.
- Shane: È il poliziotto collega di Diggs all'inizio del film. È un uomo coraggioso e altruista. Fin dal loro primo incontro, ammette di credere in Diggs, a cui vuole molto bene. Quando Diggs scapperà dal canile per unirsi ai cani nella battaglia contro Kitty, tenterà in ogni modo di trovarlo e alla fine lo adotterà.
- Chuck: È il padrone di Kitty. È un uomo ottuso e maldestro. Vuole molto bene a Kitty, sebbene quest'ultima, in realtà, lo detesti profondamente per i suoi modi maldestri.
- Mr. Tinkles: Il persiano antagonista principale del primo film, come gli altri animali di quest'ultimo (escluso Butch) ha un ruolo marginale; è incarcerato ad Alcatraz, in una prigione di massima sicurezza, e rivela una mentalità pazzoide e subdola. Tuttavia rivela ai protagonisti un importante indizio per arrivare a Kitty. Durante le vicende finali del film, riesce a evadere dalla prigione e viene mostrato nel finale mentre si gode una vacanza in Florida.

## Critica
Il film ricevette critiche estremamente negative. Nonostante ciò incassò globalmente 112.5 milioni di dollari su un budget di 85 milioni.

## Riconoscimenti
- Guild of Music Supervisors Awards: migliori musiche
- Razzie Awards: nomination peggior utilizzo del 3D
- Premi Visual Effects Society: nomination miglior animazione in un film live-action
- Young Artist Award: nomination miglior attrice sotto i dieci anni

## Colonna sonora
Lista delle tracce
1. Get the Party Started – 3:59 – Dame Shirley Bassey
2. Why Can't We Be Friends – 4:19 – Sean Kingston feat. Jasmine V
3. Bad to the Bone – 4:50 – George Thorogood
4. Eye of the Tiger – 3:32 – Spectacular! Cast
5. Born to Be Wild – 3:01 – Alana Dee
6. Friend – 2:53 – Ziggy Marley
7. Magic Carpet Ride – 2:57 – KSM
8. Atomic Dog – 2:08 – The DeeKompressors
9. Get Together – 4:37 – The Youngbloods
10. Concerto for Claws & Orchestra – 2:40 – Christopher Lennertz
11. Take a Ride – 3:02 – The Individuals ( Wlady ) [2]